# سپیرتوود
سپیرتوود (به انگلیسی: Spiritwood) یک منطقهٔ مسکونی در کانادا است که در ساسکاچوان واقع شده‌است. سپیرتوود ۲٫۹۵ کیلومتر مربع مساحت و ۹۱۶ نفر جمعیت دارد.